# Ulrich Herpertz
Ulrich Herpertz (* 1942 in Hagen) ist ein deutscher Arzt.

## Beruflicher Werdegang
Herpertz machte das Abitur 1964 auf dem Fichte-Gymnasium in Hagen. Von 1964 bis 1970 studierte er Medizin in Bonn, Kiel und Innsbruck, sein Staatsexamen legte er 1970 in Bonn ab. Die internistische Ausbildung erfolgte im Dreifaltigkeits-Krankenhaus in Wesseling und im Kreiskrankenhaus Neustadt in Holstein. Seit 1979 ist er durch die Ärztekammer Schleswig-Holstein anerkannt.

## Lymphologische Tätigkeit
Seit 1983 ist er in der Feldbergklinik – der ersten Lymphologischen Fachklinik der Welt – tätig, welche ihren Sitz im Oktober 1983 nach St. Blasien verlegte. Sein Mentor und Vorgänger war Johannes Asdonk, der 1973 die Physikalische Ödemtherapie in die Medizin eingeführt hat, die auch als Kombinierte Physikalische Entstauung (KPE) bekannt ist. 2004 endete seine Tätigkeit in der Feldbergklinik. Von 2005 bis 2007 arbeitete er in der lymphologischen Abteilung der Taunus-Klinik in Bad Nauheim.
Von 1983 bis 2011 war Herpertz Mitglied der Deutschen Gesellschaft für Lymphologie, dabei von 1989 bis 2011 als Generalsekretär im Vorstand der DGL.

## Lehrtätigkeit
Seit 1985 ist Herpertz ärztlicher Fachlehrer zur Weiterbildung von Physiotherapeuten in Manueller Lymphdrainage. 1995 übernahmen die Spitzenverbände der gesetzlichen Krankenversicherungen  – vertreten durch die IKK-Bergisch-Gladbach – das bis heute gültige, von Herpertz verfasste Curriculum zur Ausbildung in Manueller Lymphdrainage.
1996 initiierte er die „Arbeitsgemeinschaft der Lymphdrainageschulen“ in Mannheim. Von 1990 bis 2004 war er Mitglied von Prüfungskommissionen der physiotherapeutischen Fachverbände zur Prüfung von Lymphdrainage-Fachlehrern.
Seit 1985 ist Herpertz auf Vorträgen, wie auf den jährlichen Kongressen der DGL (bis 2010), bei Ärzteverbänden, bei lymphologischen Selbsthilfegruppen, in Kliniken oder im Fernsehen tätig.

## Publikationen
Von 1985 bis 2021 veröffentlichte er 77 Publikationen zu Ödemkrankheiten und physikalischer Ödemtherapie.
2003 erfolgte die Erstauflage des Lehrbuches Ödeme und Lymphdrainage im Schattauer-Verlag Stuttgart. Die 6. Auflage des Lehrbuches erfolgte aufgrund der Übernahme des Schattauer-Verlages im Thieme-Verlag Stuttgart.

## Sonstiges
1985 erfand er den „Ödemgradmesser“ zur einfachen Bestimmung eines Ödemvolumens in Prozent bei einseitigem Ödem.
2020 führte Herpertz den Lipohypertrophie-Quotienten (LipQ) ein.